# 阿傑出少年
《阿傑出少年》（英語：Everybody Hates Chris）是一套美國電視情景喜劇，於2005年在UPN台首播，於2006年轉至The CW台，於2009年被斬。
此劇改編自美國黑人棟篤笑表演者基斯·洛克少年時的經歷，以一名家庭剛從貧民區走出來的黑人少年為中心，描述他進入一所主要是白人學生中學後的生活。
此劇劇名直譯為「人人都恨克里斯」，可算是對CBS情景喜劇《人人都爱雷蒙德》（Everybody Loves Raymond）的惡搞。

## 國際播映
此劇曾於2006年在無綫明珠台播放。

## 外部連結
- 互联网电影数据库（IMDb）上《阿傑出少年》的资料（英文）